# René Haby
René Haby (Dombasle-sur-Meurthe, 9 ottobre 1919 – X arrondissement di Parigi, 6 febbraio 2003) è stato un politico francese.
Ministro dell'educazione nazionale dal 1974 al 1978, fu il promotore della legge omonima, promulgata l'11 luglio 1975.

## Biografia

### Gioventù e formazione
Già allievo del corso complementare a Dombasle-sur-Meurthe, fu ammesso all'école normale di Nancy nel 1935. Nel 1938 fu nominato insegnante di scuola elementare nella periferia di tale città. Nel 1940 fu mobilitato per la guerra e fatto prigioniero, prima di essere rilasciato. Nel 1941 fu riassegnato a Nancy.
Conseguita la licenza nel '46, otto anni più tardi ricevette l'agrégation in geografia. La sua tesi di dottorato, pubblicata nel 1965, era dedicata alle Houillères de Lorraine e al loro ambiente

### Insegnante, universitario e alto funzionario
Dal 1954 al 1962 fu preside dei licei di Saint-Avold, Avignone, Metz e Montgeron. Fu docente di geografia alla Facoltà di Lettere e Filosofia di Metz (dal 1964 al 1965), alla Facoltà di Lettere e Filosofia di Nancy (dal 1965 al 1970) e infine alla Sorbona (dal 1970 al 1972).
Dal 1962 al 1965 fu il direttore della pedagogia presso il Ministero dell'istruzione. Nel 1963 funominato ispettore generale dell'istruzione pubblica. Dal 1966 al 1968 fu capo di gabinetto di François Missoffe, Ministro della gioventù e dello sport. Dal 15 ottobre 1972 al 1974 fu rettore dell'Accademia di Clermont-Ferrand.

### Ministro dell'educazione nazionale
Dal 28 maggio 1974 al 5 aprile 1978 ricoprì la carica di Ministro dell'educazione nazionale nel governo Chirac I e poi ancora nei governi Barre I e II. Valéry Giscard d'Estaing lo definì un tecnico dell'educazione.
Membro del Partito repubblicano, fu eletto deputato dell'UDF nel 1978 e rieletto nel 1981 e nel 1986, facendo parte dell'Assemblea nazionale fino al 1988. Eletto consigliere generale nel 1979, votò in bianco nell'elezione del presidente del Consiglio generale, fatto che determinò l'elezione di un presidente comunista, poiché non era soddisfatto di essere stato scelto come candidato di maggioranza alla presidenza. Nel 1985 fu eletto vicepresidente del Consiglio generale della Meurthe-et-Moselle.
Durante la sua permanenza al Ministero dell'educazione nazionale, René Haby fece promulgare una legge sulla democratizzazione a suo nome. Tra le altre cose, prevedeva l'introduzione di un "Collegio per tutti" come continuazione della "Scuola per tutti". Questo divenne noto come collège unique. Questa legge aveva l'ambizione del "successo per tutti", ma fu criticata per non aver raggiunto i suoi obiettivi.

### Vita privata e morte
Era il padre del politico Jean-Yves Haby. Sua moglie, Paulette Masson, morì il 14 dicembre 2016 all'età di 94 anni.
René Haby si spense il 6 febbraio 2003 nel X arrondissement di Parigi.

## Onorificenze
- Commendatore della Legion d'onore;
- Commendatore dell'Ordine nazionale al merito;
- Commendatore dell'Ordine delle Palme accademiche[6].